# Cobalus calvina
Cobalus calvina är en fjärilsart som beskrevs av William Chapman Hewitson 1866. Cobalus calvina ingår i släktet Cobalus och familjen tjockhuvuden. Inga underarter finns listade i Catalogue of Life.

## Bildgalleri

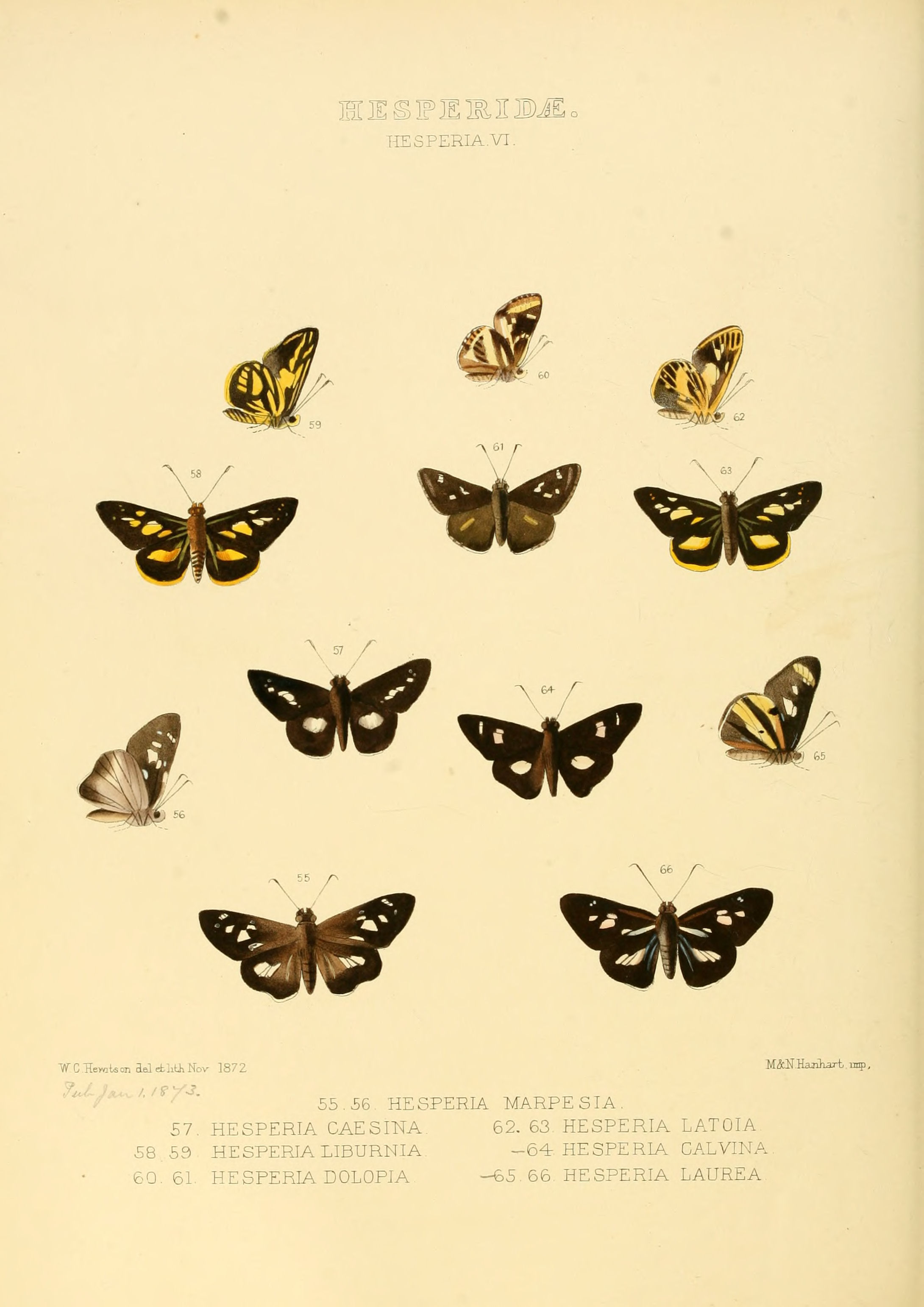